# Campanula argyrotricha
Campanula argyrotricha är en klockväxtart som beskrevs av Nathaniel Wallich och A.Dc. Campanula argyrotricha ingår i släktet blåklockor, och familjen klockväxter. Inga underarter finns listade i Catalogue of Life.